# ام‌وی آمالتئا
ام‌وی آمالتی (به انگلیسی: MV Amalthea) یک کشتی است که طول آن 91.6 m می‌باشد. این کشتی در سال ۱۹۸۵ ساخته شد.